# Cristalys
Cristalys (Crystal em inglês) é uma personagem fictícia que aparece nas histórias em quadrinhos publicadas pela Marvel Comics. Apareceu pela primeira vez em Fantastic Four (vol. 1) #45 (Dezembro de 1965) sendo criada por Stan Lee e Jack Kirby.

## Publicação
Quando lançada no Brasil como coadjuvante do Quarteto Fantástico, seu nome era Cristal. Ao passar suas histórias para a Editora Abril, como os editores já haviam usado o nome Cristal para uma outra heroína (Dazzler no original), uma patinadora mutante com visual dos tempos da Disco, houve a mudança para Cristalys.

## Biografia ficcional da personagem
Cristalys foi a segunda criança nascida dos nutricionistas inumanos Quelin e Ambur. Seu pai Quelin era o irmão de Rynda, esposa de Agon, Rei do Inumanos, e como tal ela foi considerada parte da Família Real de Attilan. Assim como sua irmã mais velha, Medusa. Cristalys foi submetida às Névoas de Terrigenêse quando era uma criança, e o processo dotou-a com determinados poderes mentais, também chamado de poderes elementais.
Quando ela ainda era uma criança, uma guerra eclodiu, forçando Cristalys e Kinsmen a fugir de Attilan. Cristalys passou de adolescente a adulta vagando com Kinsmen através da Ásia, Europa, e finalmente a América em busca de Medusa sua irmã que estava com amnésia. Quando finalmente alcançaram Medusa em Nova York, Medusa tinha procurado refúgio com o Quarteto Terrível, inimigo do Quarteto Fantástico, confundindo Kinsmen com seus inimigos. Cristalys então conheceu Johnny Storm (o Tocha Humana) do Quarteto e os dois começaram um relacionamento romântico que sobreviveu ao retorno de Cristalys a Attilan e a uma longa separação.
Cristalys eventualmente retornou a Nova York e serviu como um membro substituto dos Quatro Fantásticos durante a primeira gravidez da Mulher Invisível. Cristalys foi forçada a retornar a Attilan quando sua saúde se tornou fragilizada pela exposição prolongada à poluição da atmosfera. Entretanto, a caminho de Attilan, Cristalys transformou-se num peão de um plano do alquimista Diablo, contra o mutante Mercúrio, que tinha sido ferido em batalha pelas Sentinelas. Ela levou Mercúrio de volta a Attilan, cuidou dele, e envolveu-se afetivamente com ele. Tocha Humana logo percebeu a mudança nas afeições de Cristalys, e após uma batalha fútil com Mercúrio, terminou seu relacionamento com ela. Cristalys e Mercúrio casaram logo depois disso, eles são a primeira união entre um inumano e um mutante registrada na história. Cristalys e Mercúrio tiveram uma criança, uma menina que não carrega nenhuma característica aparente Inumana ou mutante, a quem deram o nome de Luna, por ela ter nascido na Lua. Quando Mercúrio quis exercer seu direito de pai para ter sua criança submetida às Névoas de Terrigen, Cristalys convenceu-o a deixa-la crescer normalmente.
Eventualmente, a união de Cristalys e Mercúrio começou a se deteriorar, devido ao temperamento de Mercúrio. Cristalys deixou Mercúrio em Attilan com Luna e sua babá, Maya, e retornou ao Quarteto Fantástico. Embora ela procurasse pelo relacionamento que teve uma vez com Johnny, ele já estava casado. Cristalys retornou a Attilan por causa de uma crise provocada pela criança de Medusa e Black Bolt. Entre os problemas, ela e Mercúrio se reconciliaram.
Mais tarde, os Inumanos foram atacados pelos alienígenas Brethren, e Cristalys procurou os Vingadores para ajuda-la. Logo depois ela se juntou a eles, mudando-se para a Mansão dos Vingadores com Luna e a babá, Marilla. Durante sua permanência com os Vingadores, teve uma paixão esmagadora com seu companheiro de equipe Dane Whitman (O Cavaleiro Negro) embora ela se reconciliasse outra vez com Mercúrio logo depois. Cristalys estava entre os Vingadores que aparentemente se sacrificaram à ameaça chamada Massacre (Onslaught). Transportada a uma realidade diferente criada por Franklin Richards.
Quando os heróis, que foram dados como mortos, retornaram à Terra, Cristalys voltou com eles e voltou para Mercúrio. Ambos ajudaram na reestruturação dos Vingadores e aceitaram o status de membros reserva. Cristalys retornou a Attilan, onde remanesceu ao lado da Família Real, levando Luna. Mercúrio poderia retornar para ajudar os Vingadores em missões ocasionais.

## Poderes e habilidades
Graças a sua fisiologia e ao DNA inumano em seu sangue, Cristalys possui atríbutos físicos como força, resistência, agilidade, velocidade e durabilidade elevados ao um nível sobre-humano além de seus outros poderes principais.
- Elementalista: Crystal possui a habilidade de manipular mentalmente os quatro elementos: terra, fogo, água e ar. Ela o faz por meio de uma interação psiônica com as substâncias em um nível atômico.
  - Aerocinese: ela pode controlar os átomos de oxigênio e as moléculas que os contém para criar distúrbios atmosféricos de vários tipos. Ao misturar o ar com a terra ela pode causar uma tempestade de poeira, ar com água: um tufão e ar com fogo: uma tempestade de fogo. Ela é capaz de criar ventos cuja intensidade podem equivaler a um tornado, cerca de 115 km/h. Ela tem demonstrado a capacidade de controlar o ar tão longe quanto dentro de um raio de 30 km.
  - Voo: ela pode convocar correntes de vento fortes o suficiente para suportar seu peso e elevá-la à altas altitudes e velocidades.
  - Campos de Força: ao controlar as moléculas do ar, ela é capaz de ligá-los psiônicamente e compactá-los a um limite que a matéria não é capaz de passar. Ela usa essa habilidade para vários efeitos, incluindo a criação de um campo de força à sua volta, permitindo que ela respire enquanto está submersa na água e em lava derretida. Ela também usou essa habilidade para desviar ataques e conter a atmosfera quando o casco de uma nave espacial foi comprometida. Ela tem demonstrado a capacidade de determinar o que pode ou não passar através dessa barreira.
  - Geocinese: ela pode controlar as várias substâncias que compõem a terra comum (ferro, granito, xisto, calcário, etc), criando ondas sísmicas de até 6,7 na escala Richter (esse número aumenta se ela estiver perto de uma  placa tectônica) o que causa um deslocamento súbito da terra. A extensão deste poder é desconhecida, embora tenha demonstrado a capacidade de levantar toda a cidade de Attilan por um período significativo de tempo.
  - Ferrocinese: sua capacidade de controlar a terra se estende a muitos metais que ocorrem naturalmente, incluindo o ferro, cuja extensão é desconhecida.
  - Hidrocinese: além disso, ela pode controlar os movimentos d'água até certo ponto, através da manipulação das forças interatômicas de van der Wall que controlam a tensão superficial, adivinhando a água do solo e fazendo-a fluir em direções designadas. O volume máximo é desconhecido, embora tenha demonstrado a capacidade de criar um turbilhão poderoso o suficiente para capturar pelo menos uma dúzia de indivíduos, incluindo Namor, e ter derrubado o que foi descrito como "um mar do céu", pelo menos milhares de litros.
  - Criocinese: seu controle de moléculas d'água se estende a todas as suas formas, incluindo gelo. Ela usa essa habilidade mais comumente na forma de explosões de gelo.
  - Pirocinese: ela possui a habilidade psiônica de manipular o fogo, fazer com que ele cresça em tamanho e intensidade, e tomar qualquer forma que ela desejar. Ela também pode apagar qualquer chama oxidante, alterando o potencial de ionização dos depósitos de elétrons externos em átomos de oxigênio. O fogo queima apenas o que ela deseja.
- Manipulação Atômica: ela possui a capacidade de reorganizar e manipular os átomos individuais dos elementos que ela controla para vários efeitos.
  - Eletrogênese: ela é capaz de afetar os elementos que ela controla em um nível atômico, dando-lhes uma carga elétrica.
  - Eletrocinese: uma vez que as moléculas são carregadas, ela mantém seu controle sobre eles, lhe permitindo controlar o fluxo da corrente, incluindo a capacidade de chamar raios fazendo com que átomos de hidrogênio e oxigênio no ar se recombinem e formem moléculas de água, chamando esses átomos de um volume da atmosfera dentro de um raio de aproximadamente 2 km. Isso permite que ela espontaneamente crie água, mesmo em um ambiente seco, desde que oxigênio e hidrogênio estejam presentes.
  - Magnetocinese: ela demonstrou uma capacidade limitada para manipular a polaridade magnética dos metais que ela pode mentalmente controlar.
  - Termocinese: seu controle sobre os elementos em um nível atômico permite que ela aumente ou diminua seu movimento molecular. Isso permite que ela aqueça ou esfrie os elementos que controla, instantâneamente. Ao aquecer ou resfriar o ambiente, ela é capaz de sobreviver a ambientes de calor ou frio extremos.
  - Criogênese: ao retardar o movimento das moléculas de água, ela pode congelá-la instantaneamente. Essa capacidade juntamente com o seu poder hidrocinético, permite a ela gerar gelo espontaneamente.
  - Pirogênese: acelerando as moléculas de oxigênio, ela é capaz de gerar fogo espontaneamente.

### Habilidades
- Conhecimento Epidémico: por causa de sua conexão psiônica com os elementos ao seu redor. Ela foi ensinada a ter a capacidade de sentir coisas que um humano comum ou outro inumano não sentiria, como sentir a quantidade de umidade contida no ar ou em outra matéria, estar ciente do movimento do ar ou da água ao redor de si mesma e ser capaz de determinar se uma amostra de solo era ou não "nativa" de uma determinada área.
- Mestre em Combate Corpo-a-Corpo: Cristalys também foi treinada em algumas artes marciais, o que lhe permite lutar sem necessariamente usar seu poderes.

## Em outras mídias

### Televisão
- Crystal, junto a outros Inumanos, fez sua estreia na série animada de 1978, Fantastic Four, no episódio "Medusa and the Inhumans".
- Crystalys junto a outros Inumanos, também aparece no episódio em três partes, "Inhumans Saga" da série animada de 1994, Fantastic Four, dublada por Kathy Ireland.
- Crystal reaparece no episódio "Natureza Inumana" da série animada Hulk e os Agentes da S.M.A.S.H., é dublada por Mary Faber.
- Crystalys também aparece no episódio "Agent Web", de Ultimate Spider-Man.
- Cristalys aparece novamente nos episódios "Crystal Blue Persuasion" e "Inhuman Touch" da série animada lançada em 2015, Guardiões da Galáxia, dublada por Vanessa Marshall.
- Crystalys faz uma participação no episódio "The Inhuman Condition" de Avengers: Ultron Revolution.

#### Universo Cinematográfico Marvel
- Cristalys é interpretada por Isabelle Cornish na série live-action Inumanos,[2] programada para setembro de 2017.

### Videogames
- Crystal é uma personagem jogável no jogo arcade de 1995, Avengers in Galactic Storm.
- Crystalys é caracterizada como umapersonagem não-jogávelem Marvel: Ultimate Alliance, dublada por Kim Mai Guest.
- Crystalys é uma personagem jogável no jogo pata Facebook, Marvel: Avengers Alliance, ntroduzida em Operações Especiais 23 - Inumanos.
- Crystalys é uma personagem jogável no videogame do Lego Marvel's Avengersdublada por Gwendoline Yeo.
- Crystalys é uma personagem jogável no jogo mobile Marvel: Future Fight.